# 라인 (소프트웨어)
라인(LINE)은 대한민국의 네이버 주식회사의 자회사 NHN 주식회사에서 2011년 6월 23일에 출시한 모바일 메신저이다.

## 개요

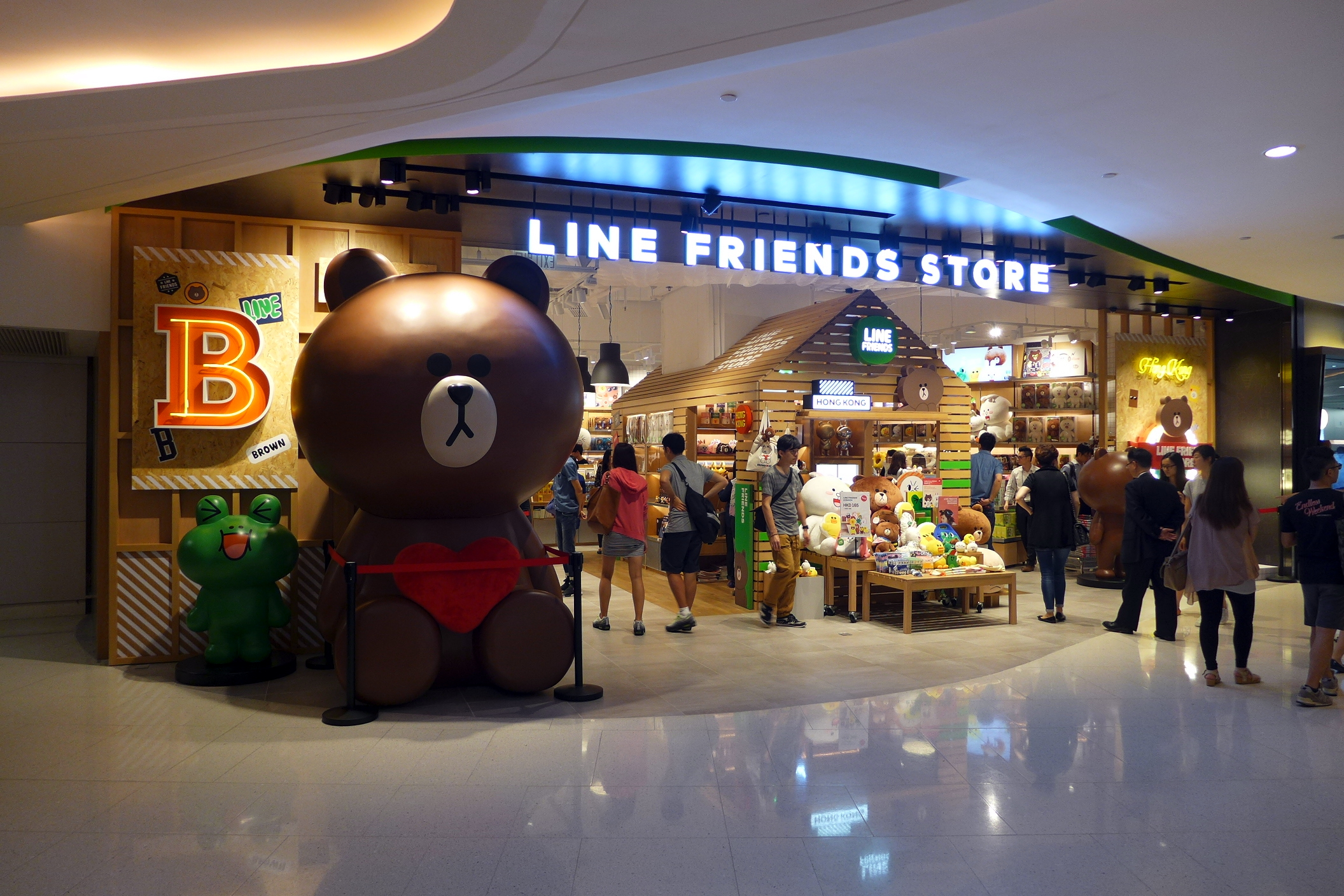
홍콩 라인프렌즈 스토어

네이버 (당시 NHN 주식회사)는 먼저 네이버 ID를 이용자 인증 기반으로 하는 네이버톡을 출시했지만 대한민국 내 모바일 시장에서 부진을 면치 못했고, 글로벌 시장을 공략하겠다는 입장을 밝혔다. 네이버 라인은 일본, 중동, 동남아시아 지역을 중심으로 전 세계 108개국에서 이용되며, 국내 이용자보다 국외 이용자가 월등히 많다. 해외 진출은 당시 NHN (지금의 네이버 주식회사)의 이해진 의장이 주도하였다. 현재 다양한 서비스 제공을 하였던 카카오톡의 사례를 참고하여 다양한 서비스를 제공하고 있다. 이러한 참고 사례 중에는 가령 어플리케이션 내의 미니 게임이나 휴대 전화번호를 기반으로 하는 이용자 인증 등이 있다. 이후에도 라인페이, 라인망가, 라인뮤직 등 폭넓은 서비스로 확장하고 있다.
라인의 총 매출중 30%는 라인 스티커 서비스에서 올리고 있다. 하지만 아이폰의 경우 2013년 애플의 정책으로 인해 스티커 선물하기 기능이 빠지게 되었으며 이것은 매출에 영향을 주었다.
라인의 스티커 캐릭터는 라인 원작 캐릭터인 라인프렌즈가 대한민국의 남성 아이돌그룹 방탄소년단과 콜라보레이션을 진행한 BT21 등이 있다.

## 논란
2021년 3월 라인의 운영사인 라인 주식회사가 소프트뱅크 주식회사의 자회사 Z 홀딩스와 경영통합을 마무리짓는 가운데, 일본에서는 라인이 NHN의 중화인민공화국 현지 법인과 업무 제휴를 맺어온 것이나 라인의 일부 데이터가 대한민국에 위치한 서버에 보관되어 온 점이 보도되어 일각에서 '개인정보 유출 우려'까지 제기하는 등 국민감정까지 개입된 큰 논란이 발생하였다. 비록 법령 상의 위반은 일체 발생하지 않았지만 라인 주식회사는 사죄 회견을 열고 일본 내 일각의 우려를 풀기 위하여 업무 제휴를 중단하며 대한민국에서 보관되어 온 데이터를 일본으로 이전하겠다고 발표하였다.
이 논란으로 지금껏 일본의 국민적 서비스로 성장해 온 라인의 지위가 추락하는 것은 아닌가라는 추측도 나왔으나, 논란과 그것에서 비롯된 '보이콧' 움직임은 얼마 지나지 않아 사그라들었으며, 일본의 지방자치단체들도 속속 라인과의 제휴를 재개하였다. 사죄 회견에서 이데자와 다케시 라인 주식회사 대표는 논란 이후 이용자 수가 감소하였느냐는 한 기자의 질문에 큰 변동이 없었다고 답하였다.

## 같이 보기
- 카카오톡
- 위챗
- 다음 마이피플
- 챗온
- 구글 토크
- 라인페이
- 라인프렌즈
- 동일본 대진재

## 참고
1. ↑  “Get the latest version: 15.2.1; Feb 25, 2025”. 2025년 2월 25일. 2025년 3월 6일에 확인함.
2. ↑  “LINE: Free Calls & Messages - Apps on Google Play”. 《Google Play》 (영어).
3. ↑  “Version History 15.2.2; Feb 28, 2025”. 2025년 2월 28일. 2025년 3월 6일에 확인함.
4. ↑  “LINE”. 《App Store》.
5. ↑  “LINE for Windows. Free. In English    V9.5.0.3497”. 2024년 12월 23일. 2025년 3월 6일에 확인함.
6. ↑  “Get LINE”. 《Microsoft Store》 (미국 영어).
7. ↑  “Version History 9.6.1; Feb 14, 2025. Various other improvements.”. 2025년 2월 14일. 2025년 3월 6일에 확인함.
8. ↑  “LINE”. 《Mac App Store》.
9. ↑  “Version 3.6.1; Updated: December 10, 2024”. 2024년 12월 10일. 2025년 3월 6일에 확인함.
10. ↑  “LINE”. 《Chrome Web Store》.
11. ↑  네이버 '라인' 이용자 1000만 돌파…카카오톡 맹추격, 조선일보 2011년 12월 28일
12. ↑  Japanese mobile calling app Line passes 20 million users, takes aim at Skype with PC plans, The Next Web 2012년 3월 6일
13. ↑  “NHN Japan’s LINE App Hits 20 Million Users – After Just 8 Months 아시아진, 2012년 3월 5일”. 2012년 3월 8일에 원본 문서에서 보존된 문서. 2012년 3월 5일에 확인함.
14. ↑  송진식. 카카오톡·라인 중국 서비스 차단 열흘째… 자국 산업 보호 나선 중국, 수수방관하는 한국 정부. 경향신문. 기사입력 2014년 7월 10일. 최종입력 2014년 7월 11일.
15. ↑  중국 카카오톡·라인 차단, 현지 `테러` 막기 위해. 매일경제. 2014년 8월 9일.
16. ↑  네이버 '라인', 200개국에서 1000만 다운로드
17. ↑  라인, 8개월만에 2000만 명 가입 무서운 상승세[깨진 링크(과거 내용 찾기)]
18. ↑  네이버 ‘라인’ 카카오톡 게임 모방 논란
19. ↑  애플, "라인 스티커 선물하기 기능 빼라"
20. ↑  “라인, 개인정보 유출 우려에 “중국 접근 차단·한국 내 데이터 자국 이전””. 2021년 3월 24일. 2021년 4월 18일에 확인함.
21. ↑  “[흔들리는 네이버 라인] 추락하는 日 국민 메신저”. 2021년 3월 26일. 2021년 4월 18일에 확인함.